# Vockerothiella
Vockerothiella là một chi ruồi trong họ Syrphidae.